# Dachaufsetzer

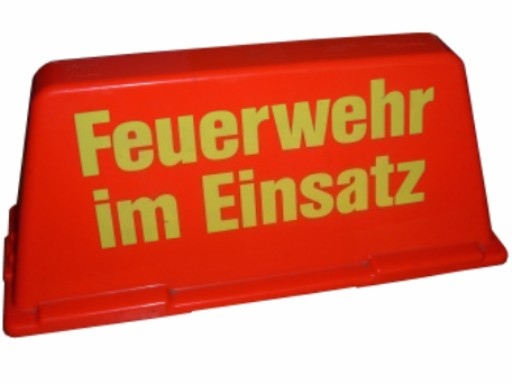
Dachaufsetzer von Feuerwehrleuten

Ein Dachaufsetzer ist ein Kunststoffschild, welches mit Magneten, Saugnäpfen oder Schrauben auf dem Autodach befestigt wird.
Dachaufsetzer gibt es in verschiedenen Farben und Formen und mit den verschiedensten Beschriftungen.
Er dient zum Informieren, Warnen oder als Werbeträger.
Sie werden in folgenden Bereichen eingesetzt:
- Hilfsorganisationen wie Freiwillige Feuerwehr, THW, Katastrophenschutz, DRK, ASB, MHD, JUH, DLRG, Wasserwacht usw. während eines Einsatzes bzw. der Anfahrt zur Wache/Station
- Fahrschulen
- Taxis
- Ärzte

## Dachaufsetzer von Mitgliedern der Feuerwehr oder Hilfsorganisationen
Viele Feuerwehrleute und Mitglieder von Hilfsorganisationen benutzen Dachaufsetzer, um ihr Privatfahrzeug während der Einsatzfahrt etwa zum Feuerwehrhaus zu kennzeichnen. Wenn Sonderrechte in Anspruch genommen werden, kann dieses Kennzeichnen hilfreich sein. Andere Verkehrsteilnehmer machen dann des Öfteren freiwillig Platz. Durch einen Dachaufsetzer entstehen jedoch keine Wegerechte, d. h. die anderen Verkehrsteilnehmer müssen nicht zwingend Platz machen.
Blinkende oder mit Dauerlicht ausgestattete Aufsetzer sind hier grundsätzlich nicht gestattet, werden aber oft von der Polizei geduldet.
In einigen Landkreisen können Sondergenehmigungen für beleuchtete Dachaufsetzer erteilt werden (Meist für First-Responder oder Helfer von vor-Ort-Gruppen).

## Dachaufsetzer von Ärzten
Ärzte dürfen unter bestimmten Bedingungen Dachaufsetzer benutzen, dies ist in der Straßenverkehrs-Zulassungs-Ordnung (StVZO) wie folgt geregelt:

„An Kraftfahrzeugen, in denen ein Arzt zur Hilfeleistung in Notfällen unterwegs ist, darf während des Einsatzes ein nach vorn und nach hinten wirkendes Schild mit der in schwarzer Farbe auf gelben Grund versehenen Aufschrift „Arzt im Notfalleinsatz“ auf dem Dach angebracht sein, das gelbes Blinklicht ausstrahlt; dies gilt nur, wenn der Arzt zum Führen des Schildes berechtigt ist. Die Berechtigung zum Führen des Schildes erteilt auf Antrag die Zulassungsstelle; sie entscheidet nach Anhörung der zuständigen Ärztekammer. Der Berechtigte erhält hierüber eine Bescheinigung, die während der Einsatzfahrt mitzuführen und zuständigen Personen auf Verlangen zur Prüfung auszuhändigen ist.“

## Dachaufsetzer bei Taxis

Das Taxischild in klassischer Form

Bei Taxis ist das Führen eines Dachschildes Pflicht. Dies ist in Deutschland wie folgt in der Verordnung über den Betrieb von Kraftfahrunternehmen im Personenverkehr (BOKraft) geregelt:

„Taxen müssen kenntlich gemacht sein

2. durch ein auf dem Dach der Taxe quer zur Fahrtrichtung angebrachtes, von innen beleuchtbares, auf der Vorderseite und auf der Rückseite mit der Aufschrift ‚Taxi‘ versehenes Schild (Taxischild) nach Anlage 1.“

Beschriftung, Maße und Art der Beleuchtung sind in der Anlage 1 (§ 26 Abs. 1 BOKraft) geregelt.

## Weitere rechtliche Vorschriften
„(1) An Kraftfahrzeugen und ihren Anhängern dürfen nur die vorgeschriebenen und die für zulässig erklärten lichttechnischen Einrichtungen angebracht sein. Als lichttechnische Einrichtungen gelten auch Leuchtstoffe und rückstrahlende Mittel. Die lichttechnischen Einrichtungen müssen vorschriftsmäßig und fest angebracht sowie ständig betriebsbereit sein. Lichttechnische Einrichtungen an Kraftfahrzeugen und Anhängern, auf die sich die Richtlinie 76/756/EWG des Rates vom 27. Juli 1976 zur Angleichung der Rechtsvorschriften der Mitgliedstaaten über den Anbau der Beleuchtungs- und Lichtsignaleinrichtungen für Kraftfahrzeuge und Kraftfahrzeuganhänger (ABl. EG Nr. L 262 S. 1), zuletzt geändert durch die Richtlinie 91/663/EWG der Kommission vom 10. Dezember 1991 (ABl. EG Nr. L 366 S. 17, ABl. EG 1992 Nr. L 172 S. 87) bezieht, müssen innerhalb der in dieser Richtlinie angegebenen Winkel und unter den dort genannten Anforderungen sichtbar sein.“

Die Gruppe der Leuchtstoffe umfasst fluoreszierende, phosphoreszierende und selbstleuchtende Stoffe.
Welche Sicherungsmittel für liegengebliebene Kfz mitgeführt werden müssen, ist in § 53a StVZO festgelegt.
Aufgrund der geltenden Vorschriften dürfen andere lichttechnische Einrichtungen nicht verwendet werden. Nur im Falle des rechtfertigenden Notstandes laut § 16 des Gesetzes über Ordnungswidrigkeiten (OWiG) kann davon abgewichen werden. Dabei muss in jedem Einzelfall geprüft und beurteilt werden, ob die entsprechenden Voraussetzungen erfüllt sind:

„Wer in einer gegenwärtigen, nicht anders abwendbaren Gefahr für Leben, Leib, Freiheit, Ehre, Eigentum oder ein anderes Rechtsgut eine Handlung begeht, um die Gefahr von sich oder einem anderen abzuwenden, handelt nicht rechtswidrig, wenn bei Abwägung der widerstreitenden Interessen, namentlich der betroffenen Rechtsgüter und des Grades der ihnen drohenden Gefahren, das geschützte Interesse das beeinträchtigte wesentlich überwiegt. Dies gilt jedoch nur, soweit die Handlung ein angemessenes Mittel ist, die Gefahr abzuwenden.“

Dabei muss nachgewiesen werden, dass eine andere legale Maßnahme nicht den gleichen Zweck erfüllt hätte.
Folien und Schilder, die nicht lichttechnische Einrichtungen sind, sind in jedem Fall zulässig.